# Лессинг, Готхольд Эфраим
Готхольд Эфраим Лессинг (нем. Gotthold Ephraim Lessing; 22 января 1729, Каменц, Саксония, — 15 февраля 1781, Брауншвейг) — немецкий поэт, драматург, теоретик искусства и литературный критик-просветитель, основоположник немецкой классической литературы. Его главные произведения — трактат «Лаокоон, или О границах живописи и поэзии», цикл статей «Гамбургская драматургия», пьесы «Мисс Сара Сампсон», «Минна фон Барнхельм», «Эмилия Галотти», «Натан Мудрый».

## Биография
Готхольд Эфраим Лессинг был третьим ребёнком в семье каменцского архидиакона Иоганна Готфрида Лессинга (1693—1770) и его жены Юстины Саломеи, урождённой Феллер (1703—1777). Начальное образование он получил от своего отца, стоявшего на позициях лютеранской ортодоксии, и уже в возрасте пяти лет был в состоянии читать Библию и составленный его отцом катехизис. Совершенно иной взгляд на вещи дали ему частные уроки его родственника Кристлоба Милиуса (нем. Christlob Mylius, 1722—1754), с которым он и в дальнейшем поддерживал дружеские отношения. После отъезда Милиуса Лессинг посещал латинскую школу и с 1741 года — престижную земельную школу св. Афры в Майсене, изучая, прежде всего, древние языки и античную литературу; к этому периоду относятся первые литературные опыты Лессинга.
В 1746 году Лессинг поступил в Лейпцигский университет, изучая по желанию отца богословие. Под влиянием Милиуса он, однако, быстро обратился к поэзии и театру. Здесь он сочинил свои первые драматические произведения «Дамон» и «Молодой учёный», причём благодаря знакомству с Фредерикой Каролиной Нойбер уже в 1748 году частично автобиографическая комедия «Молодой учёный» была поставлена на театральной сцене.
Забросив богословие, с 1748 года Лессинг изучал медицину, но уже спустя несколько месяцев перешёл в Виттенбергский университет, чтобы в ноябре того же года переехать в Берлин, где он начал журналистскую карьеру. В Берлине, среди прочего, он был рецензентом газеты нем. Berlinerische Privilegierte Zeitung, известной как Vossische Zeitung, и сотрудником нем. Critischen Nachrichten aus dem Reiche der Gelehrsamkeit. В 1750 году состоялась его встреча с Вольтером. В 1751 году Лессинг вновь сосредоточился на своей учёбе в Виттенберге (на этот раз на философском факультете), закончив её 29 апреля 1752 года магистерской диссертацией, посвящённой Хуану Уарте..
Возвратившись в ноябре 1752 года в Берлин, он вновь полностью окунулся в культурную жизнь прусской столицы, обзаведясь знакомством с Рамлером, Николаи, Клейстом и Зульцером, а также заключил дружбу с Мозесом Мендельсоном. С 1754 по 1758 годы под его авторством в издательстве Кристиана Фридриха Фосса выходил журнал «Театральная библиотека» («Theatralische Bibliothek»).
С октября 1755 года стеснённый в средствах Лессинг жил в Лейпциге, познакомившись с Глеймом, Клопштоком и Экхофом, и в следующем году в качестве ментора сопровождал Кристиана Готфрида Винклера в его образовательном путешествии по Европе, которое, однако, было прервано с началом Семилетней войны. Вернувшись в 1758 году в Берлин он, совместно с Николаи и Мендельсоном, издал «Письма, касающиеся новейшей литературы». В 1760 году Лессинг был избран иностранным членом Берлинской академии наук.
Находясь в сложном финансовом положении, с ноября 1760 до марта 1765 года Лессинг был вынужден занять пост секретаря прусского генерала Тауэнцина (нем. Friedrich Bogislav von Tauentzien, 1710—1791) в Бреслау. Хотя, как кажется, трудности военного времени и связанные с должностью обязанности сильно тяготили Лессинга, этот опыт был одним из источников вдохновения для написания «Минны фон Барнхельм», особенно что касается характера Тельхайма.
После очередного двухлетнего пребывания в Берлине, где был написан программный труд «Лаокоон», Лессинг смог, наконец, в 1767 году подписать трёхлетний контракт с Гамбургской антрепризой, известной также как Гамбургский национальный театр, — попыткой Абеля Зайлера (нем. Abel Seyler, 1730—1800), следуя идеям Хольберга, организовать первый национальный театр Германии. 30 сентября 1767 года здесь состоялась премьера его «Минны фон Барнхельм», считающейся одним из важнейших театральных произведений немецкого Просвещения. В качестве драматурга гамбургского театра Лессинг состоял в тесном контакте с Фридрихом Людвигом Шрёдером, Карлом Филиппом Бахом, Иоганном Фридрихом Лёвеном и пастором Иоганном Мельхиором Гёце (нем. Johann Melchior Goeze, 1717—1786), который позднее, в 1770-х годах был главным оппонентом Лессинга в нашумевшем теологическом «Споре о Фрагментах». Кроме того, Лессинг был дружен с семьями Реймарус и Кёниг, при этом он познакомился со своей будущей женой Евой Кёниг и её первым мужем Энгельбертом Кёнигом, скончавшимся в 1768 году. Из дружеской поддержки овдовевшей Евы Кёниг со стороны Лессинга вскоре родилось более глубокое чувство, оформленное помолвкой в 1771 году; свадьба, однако, состоялась лишь в 1776 году из-за неурегулированных вопросов наследства.
После неожиданного банкротства Абеля Зайлера в 1769 году Лессинг вновь оказался на распутье: его попытки получить должности в театрах Вены, Берлина, Дрездена или Мангейма оказались неудачными. Главным плодом гамбургского периода, помимо «Минны Барнхельм», стал сборник «Гамбургская драматургия», в котором Лессинг в ряде критических статей пытается заново определить сущность и место драматического искусства.

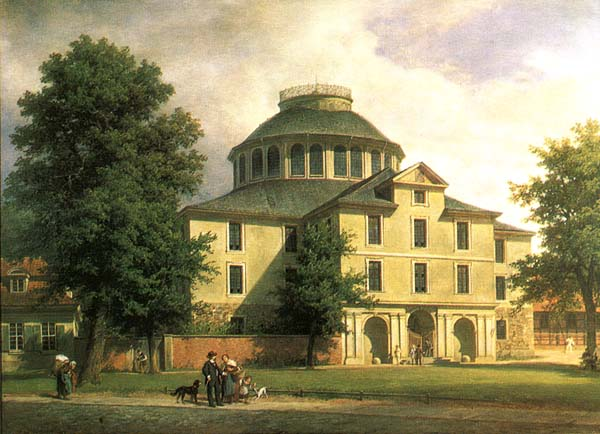
Старое здание вольфенбюттельской библиотеки

Желая получить гарантированный заработок, 7 мая 1770 года Лессинг занял место придворного библиотекаря в знаменитой библиотеке в Вольфенбюттеле, которой в 1691—1716 годах руководил Лейбниц. Первейшей обязанностью нового библиотекаря стала каталогизация фондов значительно разросшейся библиотеки, что, учитывая библиофильство Лессинга, едва ли было невыполнимой задачей; с другой стороны, в провинциальном Вольфенбюттеле, где ему довелось прожить свои последние годы, он всё более чувствовал себя изолированным. В этой связи характерно его высказывание, что «библиотекарь принёс в жертву писателя».
Видимо, пытаясь сохранить контакт с гамбургским обществом, в октябре 1771 года Лессинг вошёл в члены гамбургской масонской ложи нем. Zu den drei Rosen, будучи посвящён сразу во все три ступени. Хотя он оставался членом ложи вплоть до 1780 года, её собрания он более не посещал. В целом, Лессинг высоко оценивал идею масонского движения, что выразилось в труде «Эрнст и Фальк. Разговоры для масонов», написанного в 1778—1780 годах. Вместе с тем он открыто критикует реальное состояние немецких лож с их многочисленными пороками и недостатками; главное, чем следует заниматься масонам, — это обеспечение свободного поиска истины.
В качестве библиотекаря Лессинг получил право безцензурного издания, и с 1773 года был издателем и главным автором журнала нем. Zur Geschichte und Litteratur. Aus den Schätzen der Herzoglichen Bibliothek zu Wolfenbüttel, информировавшего о редких изданиях из запасников герцогской библиотеки. Начиная с 1774 года, Лессинг опубликовал здесь семь снабжённых собственными комментариями так называемых «Фрагментов неизвестного» (в действительности — выдержки из «Апологии, или защиты разумных почитателей Бога» Реймаруса), которые вызвали ожесточённую теологическую полемику и в 1778 году привели для Лессинга к запрету высказываний на религиозную тематику. В известной степени публикация драмы «Натан Мудрый» в 1779 году была продолжением этого спора на театральных подмостках.

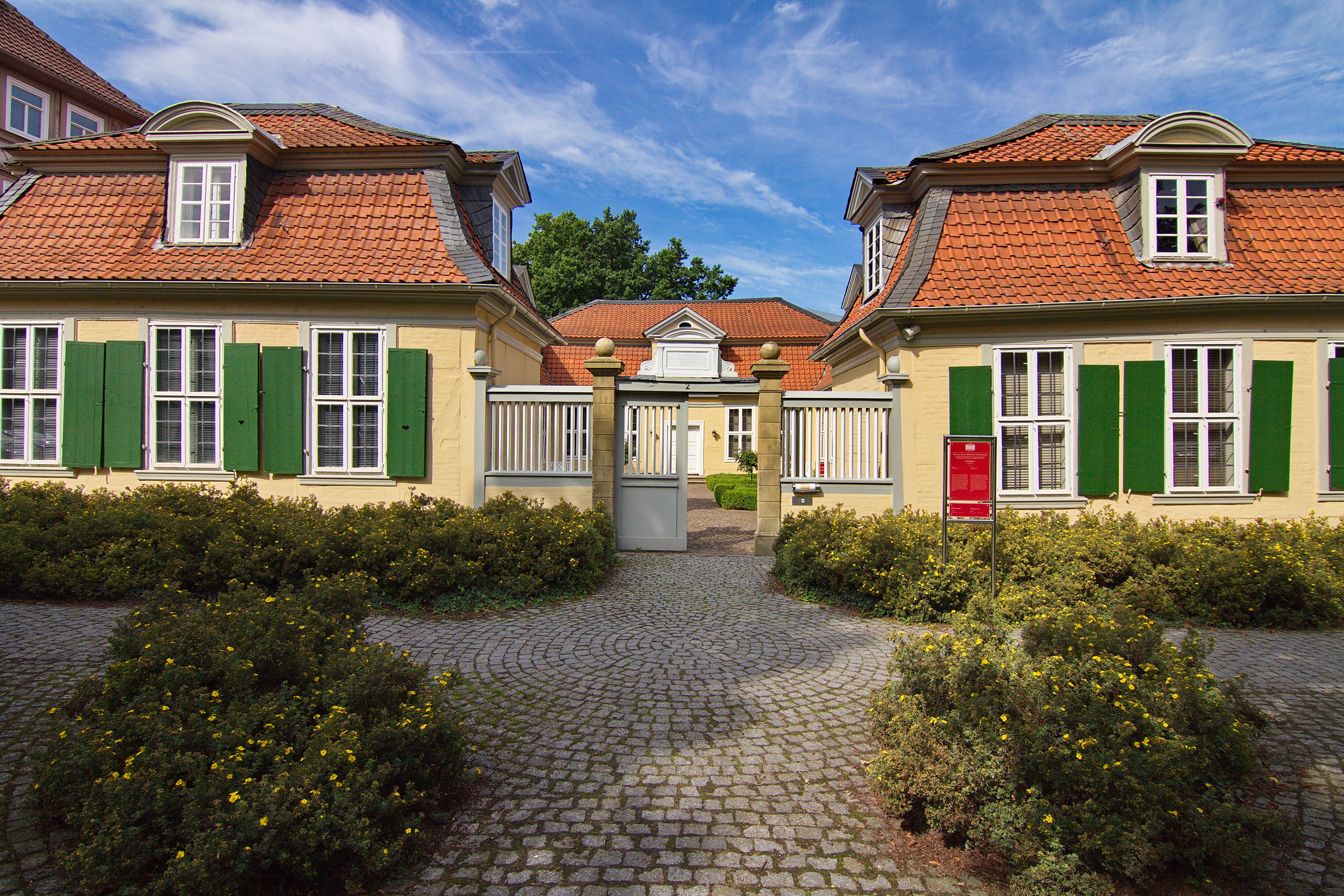
Дом Лессинга в Вольфенбюттеле

В 1775 году работа в Вольфенбюттеле была прервана рядом продолжительных поездок по Европе: в Вену — к Еве Кёниг с последовавшей аудиенцией у императора Иосифа II и в Италию — в качестве ментора брауншвейгского принца Леопольда.
Давно желанная свадьба с Евой Кёниг, состоявшаяся 8 октября 1776 года под Гамбургом, окончилась трагедией. Сын Траугот, появившийся на свет 24 декабря 1777 года, умер уже на следующий день, за ним 10 января следующего года скончалась и Ева Кёниг.
С 1779 года здоровье Лессинга всё более ухудшалось. В конце января 1781 года на пути из Вольфенбюттеля в Брауншвейг страдавший от приступов астмы Лессинг получил воспаление лёгких, и скончался 15 февраля в доме виноторговца Ангота. Присутствовавший при его смерти Сим(с)он Александр Давид заметил, что Лессинг «умер, как он жил: как мудрец, решительный, спокойный, сохраняя сознание до последнего мгновения». Похоронен Лессинг на старом городском кладбище нем. Magnifriedhof.

## Философия
Сохраняя верность принципам просветительского рационализма, Лессинг соединил их с более глубокими взглядами на природу, историю и искусство. История человечества, по его мнению, представляет собой процесс медленного развития человеческого сознания, преодоление неразумия и освобождение от всевозможных догм, в первую очередь религиозных. Лессинг видел назначение человека не в пустом умствовании, а в живой деятельности. Свобода слова и мнения были необходимы ему для борьбы с существующими феодальными порядками. Он быстро освободился от иллюзий в отношении «короля-философа» Фридриха II и назвал Пруссию «самой рабской страной Европы».

## Эстетика
Центральное место в творческом наследии Лессинга занимают работы по эстетике и художественной критике. Он дал замечательный анализ возможностей построения образа в словесном и изобразительном искусстве. Выступая против норм классицизма, Лессинг отстаивал идею демократизации героя, правдивость, естественность актёров на сцене. Лессинг обосновал идею действительности в поэзии в противовес описательности («Литература не только успокаивает красотой, но и будоражит сознание»). Театральная эстетика по Лессингу должна иметь в том числе педагогическую направленность:
Лессинг защищает динамизм драмы, считает театр школой формирования морали для немцев. Цель театра — истина; но истина не историческая (что делал тот или иной персонаж), а психологическая. Театр должен научить, «как поступает человек определённого склада в типических обстоятельствах».

## Теология
Противопоставлял сверхъестественную религию, основанную на библейском Откровении, естественной религии, имеющей, помимо прочего, важное воспитательное значение. Призывал сконструировать новую, рациональную естественную религию путем переосмысления исторических фактов, что впоследствии получило в трудах философов название «проблемы Лессинга»:
Религия Откровения — всего лишь этап в этическом воспитании. Иудаизм и христианство — воспитательные фазы в общем и вечном процессе образования. Иудаизм можно рассматривать как «детский букварь»; христианство — уже зрелая педагогика; но, в конце концов, все религии Откровения исчезнут … «Перейти от этой исторической правды к категории, совершенно отличной от истины… Это страшный широкий ров, через который мне не удается перебраться, хотя я часто и всерьез пытался перепрыгнуть через него. Если кто-нибудь может мне помочь, пусть сделает это, я прошу, я умоляю. Бог вознаградит его за меня». Проблема Лессинга живо заинтересует датского философа Сёрена Кьеркегора, который в своих работах «Философские крохи» (1844) и «Заключительные ненаучные примечания» (1864) скажет: «Невозможно обосновывать вечное спасение на историческом факте» 

## Сочинения

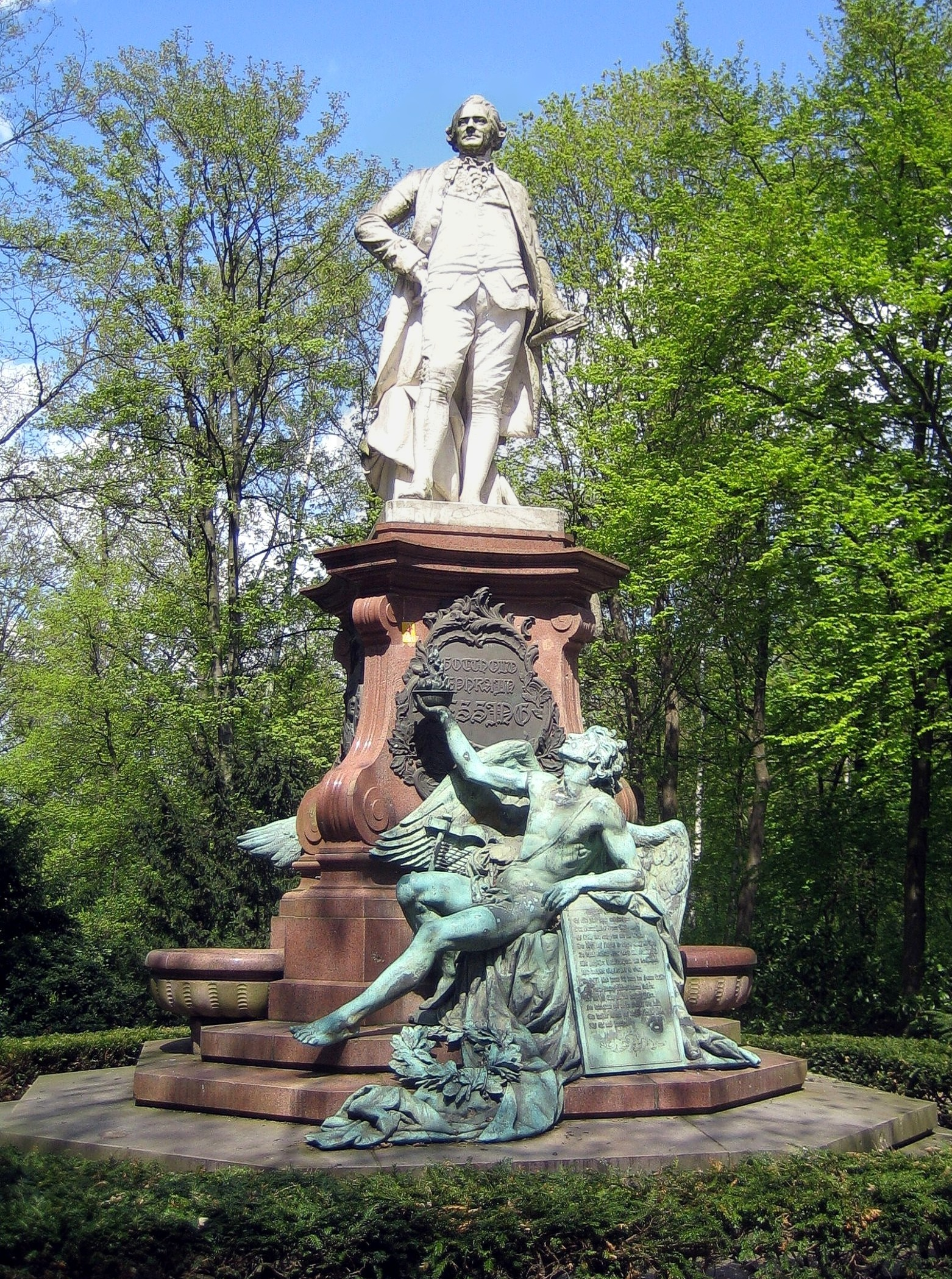
Памятник Лессингу в Берлине

Одно из ярких произведений «Лаокоон, или О границах живописи и поэзии», в котором Лессинг сравнивает два вида искусства: живопись и поэзию — на примере скульптуры Лаокоона, описанной Садолето, и Лаокоона, показанного Вергилием. Под живописью Лессинг понимает изобразительное искусство вообще.
Также написал:
Пьесы
- «Минна фон Барнхельм, или Солдатское счастье»
- «Эмилия Галотти»
- «Мисс Сара Сампсон»
- «Натан Мудрый»
- «Филот»

Другие труды
- «Басни в прозе»
- «Материалы к Фаусту»
- «Гамбургская драматургия»
- «Воспитание человеческого рода»

## Публикации текстов
На русском языке
- Лессинг Г. Э. Гамбургская драматургия. — М.; Л. : Academia, 1936. — xlviii, 455 с.
- Лессинг Г. Э. Драмы : Мина фон-Барнхельм. Эмилия Галотти. Натан Мудрый / Пер. М. М. Бамдаса и В. С. Лихачёва; общ. ред. и комм. Я. М. Металлова; вступ. статья И. Альтмана. — М. ; Л. : Academia, 1937. — xxxii, 544 с.
- Лессинг Г. Э. Эмилия Галотти : трагедия в 5 действиях / Пер. М. М. Бамдаса. — М.; Л. : Искусство, 1939. — 124 с. — (Библиотека мировой драматургии).
- Лессинг Г. Э. Избранные произведения / Пер. с нем. под ред. А. В. Фёдорова; вступит. статья и примеч. Г. М. Фридлендера. — М. : ГИХЛ, 1953. — xxxv, 640 с.
- Лессинг Г. Э. Эмилия Галотти : трагедия в 5 действиях / Пер. с нем. П. В. Мелковой. — М. : Искусство, 1953. — 76 с.
- Лессинг Г. Э. Лаокоон, или О границах живописи и поэзии / Общ. ред., вступ. статья и примеч. Г. М. Фридлендера. — М. : Художественная литература, 1957. — 520 с. — (Памятники мировой эстетической и критической мысли).
- Лессинг Г. Э. Драмы. Басни в прозе / Вступит. статья и сост. Н. Вильмонта; примеч. А. Подольского. — М. : Художественная литература, 1972. — 511 с. — (Библиотека всемирной литературы; т. 54).
- Лессинг Г. Э. Воспитание человеческого рода / Пер. с нем. М. Левиной // Лики культуры : альманах. — М. : Юристъ, 1995.

## Память
- В честь героини пьесы Лессинга «Натан Мудрый» назван астероид (573) Реха, открытый в 1905 году немецким астрономом Максом Вольфом.
- К 200-летию со дня рождения Лессинга Фридрихом Вильгельмом Хёрнляйном была изготовлена памятная медаль[9].
- Лессинг изображён на монетах 3 и 5 рейхсмарок Веймарской Республики 1929 года и на почтовых марках ГДР 1954 года, ФРГ 1961 года.